# گروه پنون
گروه پنون (انگلیسی: Pennon Group) شرکت آب بریتانیایی است، که در سال ۱۹۸۹ تأسیس شد.